# Ancien hôtel de ville de Laon
L'ancien hôtel de ville de Laon est un bâtiment situé dans la ville haute de Laon dans le département de l'Aisne.

## Historique
Le bâtiment a été construit en 1736,  il accueillait les services municipaux de la ville.
Jusqu'en 1702, le prévôt y siégeait mais il laissa la place dans le nouveau bâtiment aux échevins et au maire jusqu'en 1789. La nouvelle municipalité et la vie politique du moment s'y déroulaient mais se trouvaient à l'étroit. Les édiles partirent en 1794 pour laisser place à un Cercle Constitutionnel. Le bâtiment est actuellement une propriété privée.

## Présentation
Au 35 rue Sérurier, se trouve le porche de l'ancien hôtel de ville qui se trouvait jusqu'à la fin du XVIIIe siècle rue du Blocq et le portail dans l'impasse. La porte, édifiée en septembre 1736, est classée monument historique en 1921.
L'arcade encadrée de deux pilastres est surmontée d'un fronton arrondi. Entre les deux, un petit étage avec une fenêtre encadrée de deux blasons : de France et de Laon. Sous la porte, dans le mur de droite, se trouvaient les mesures ayant cours en la ville : une aune en fer de 1,888 m divisée en pieds et en pouces. Un tau de 1m par 0,5 ainsi que deux cadres de ,24x,12m et de ,27x,17m.

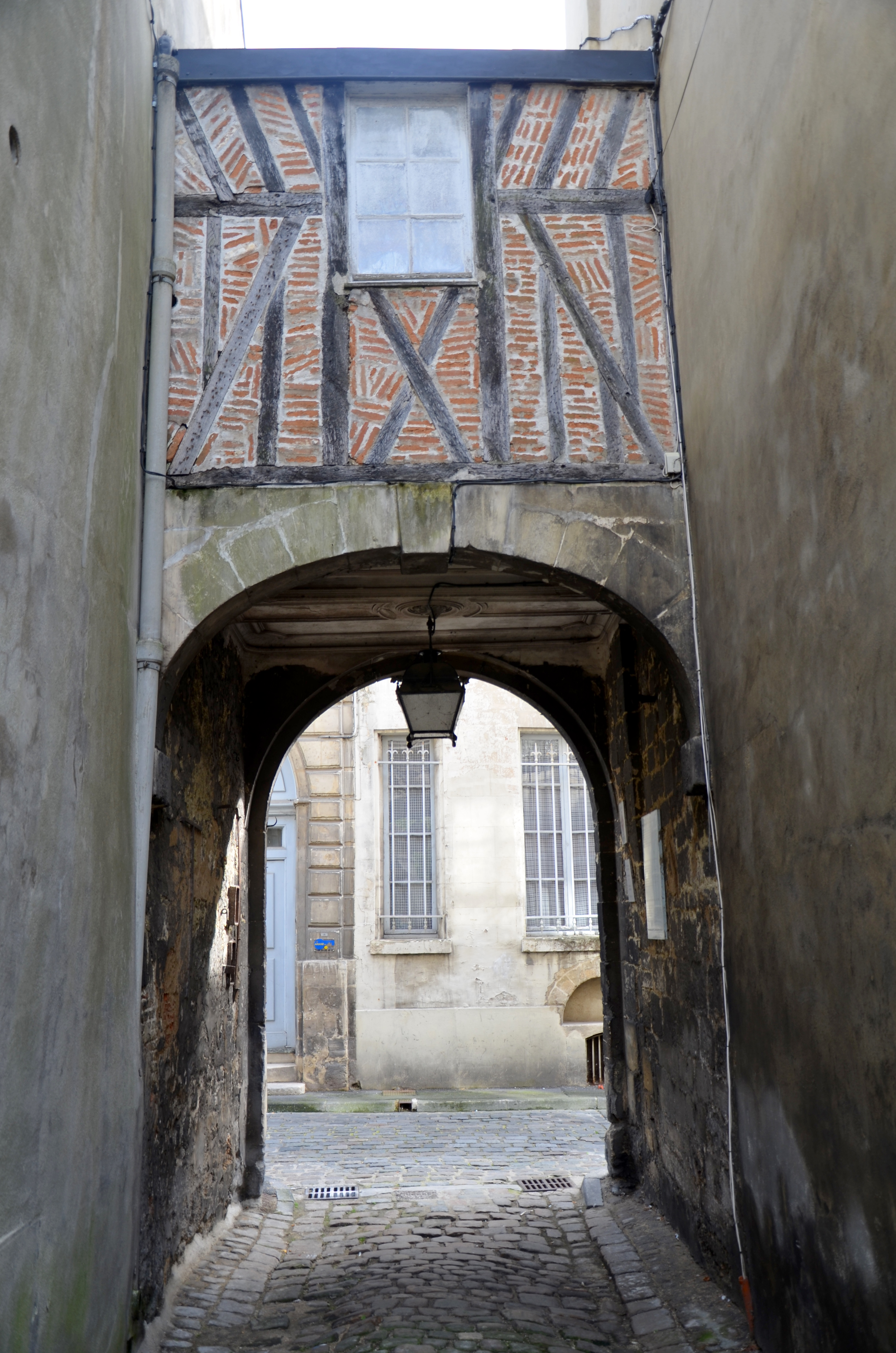
Vue depuis l'impasse.
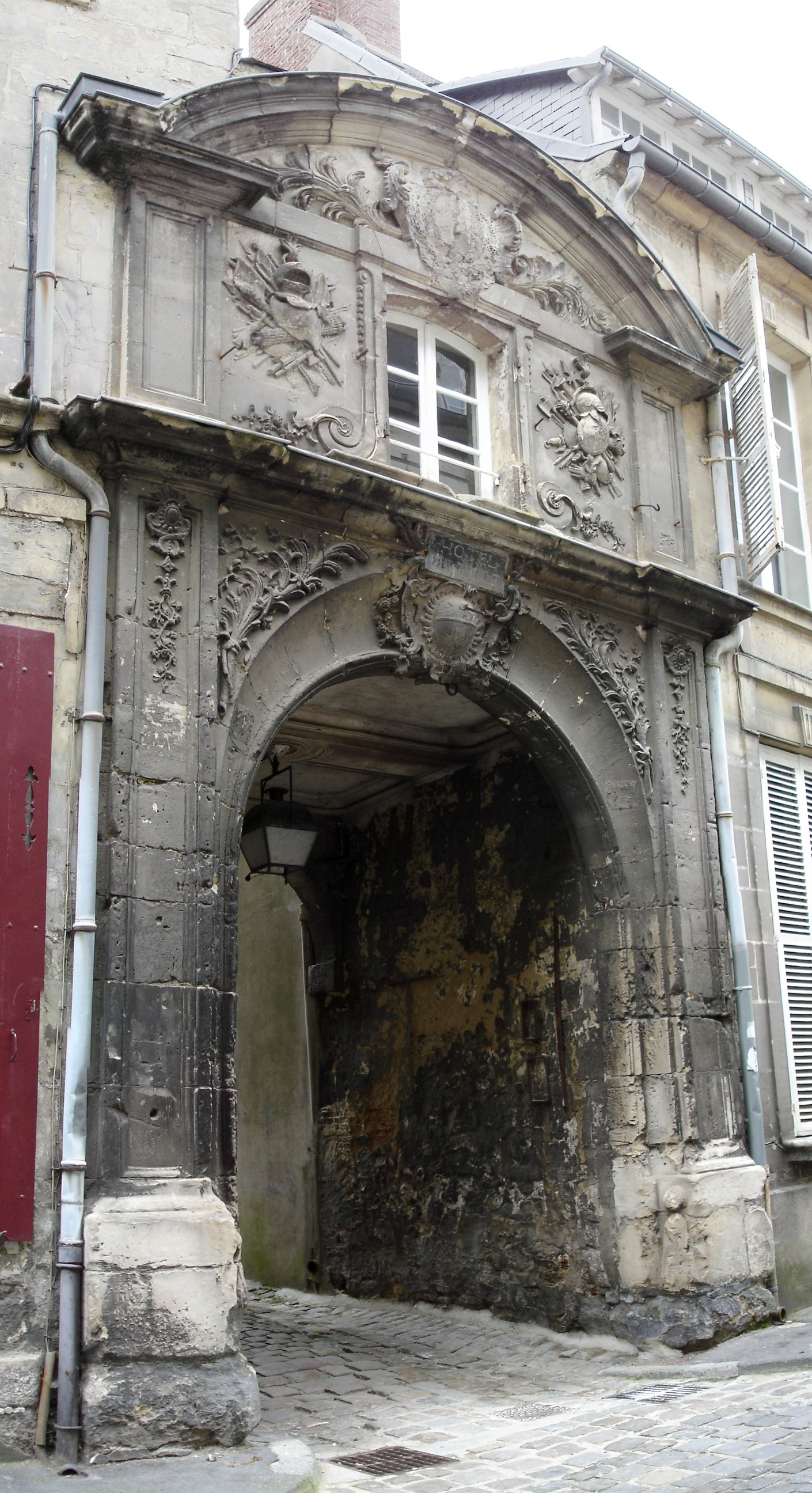
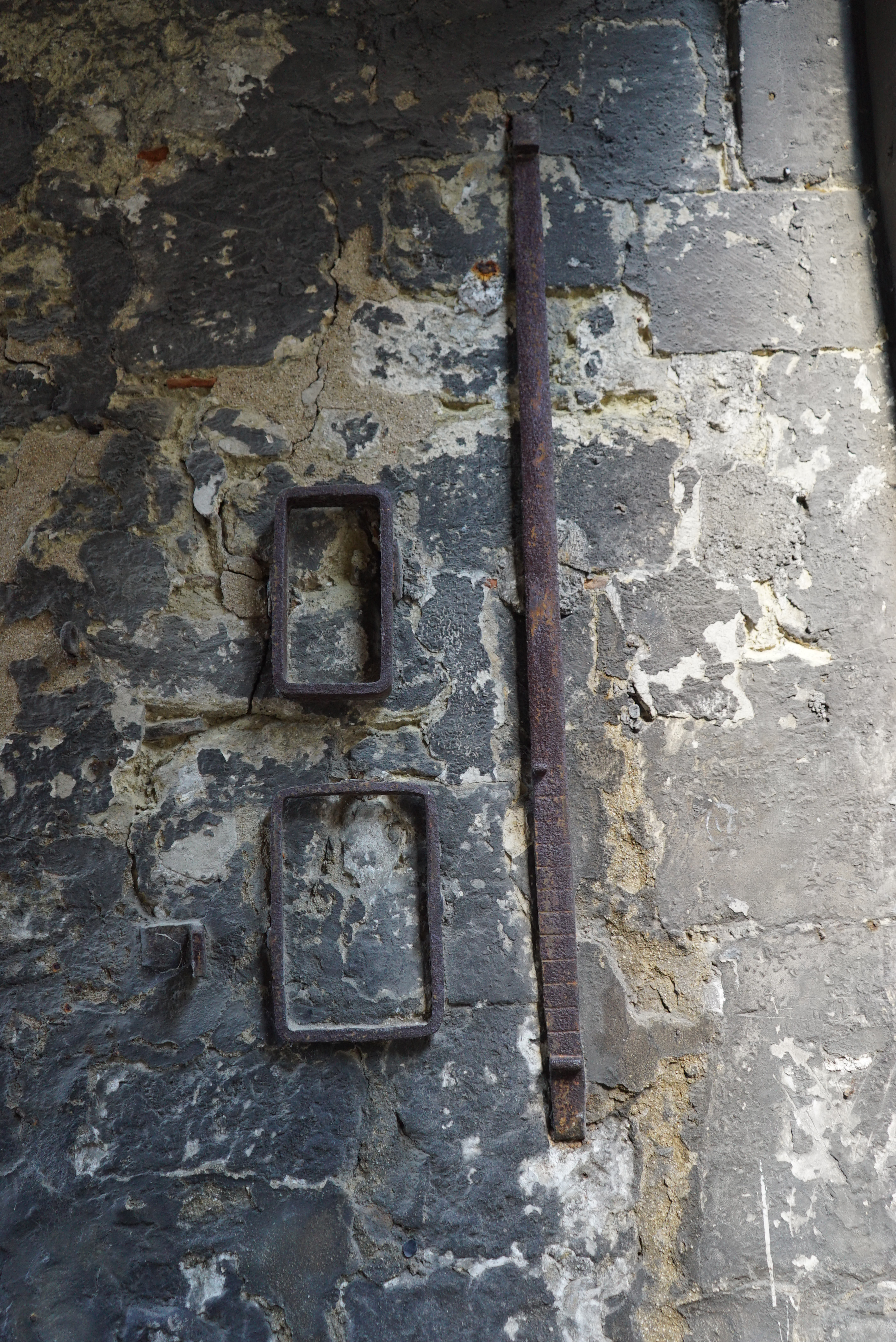
Mesures de Laon.
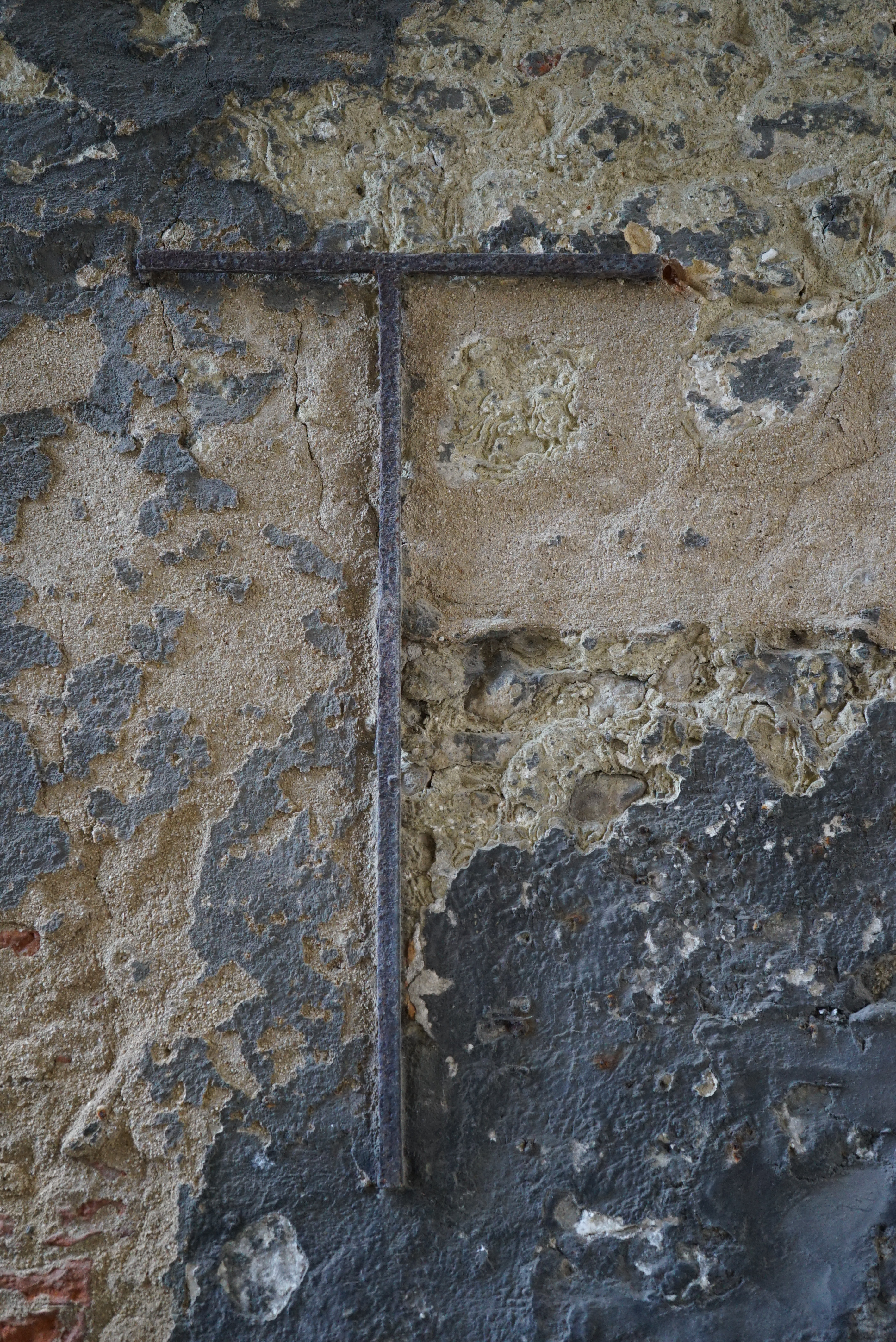